# 小山靖憲
小山 靖憲 （こやま やすのり、1941年1月1日 - 2005年5月14日）は、日本の歴史学者。専攻は日本中世史。和歌山大学名誉教授。兵庫県出身。

## 人物
1964年、東京教育大学文学部史学科を卒業。1971年、同大学院文学研究科博士課程単位取得退学。
和歌山大学のちに帝塚山大学の教授として大学および大学院の指導にあたるほか、立命館大学（12ヵ年）、高野山大学（4ヵ年）、関西大学（3ヵ年）、大阪教育大学（2ヵ年）、大阪大学（2ヵ年）、大阪市立大学、新潟大学、岡山大学、関西学院大学、大阪樟蔭女子大学、堺女子短期大学、奈良女子大学、國學院大學（各1ヵ年）などに出講し、後進の研究者の多くに影響を与えた。
荘園絵図研究、熊野古道研究の第一人者として知られ、晩年は「紀伊山地の霊場と参詣道」の世界遺産登録に尽力した。

## 略歴
- 1941年1月1日 - 兵庫県氷上郡幸世村（現・丹波市）に、父・武夫、母・久枝の長男として生まれる
- 1959年3月 - 兵庫県立柏原高等学校卒業
- 1964年3月 - 東京教育大学文学部史学科日本史学専攻卒業、卒業論文「中世東国における領主制の形成と構造」
- 1966年3月 - 東京教育大学大学院文学研究科修士課程日本史学専攻修了、修士論文「中世初期東国の在地領主制と村落」
- 1970年4月 - 日本学術振興会奨励研究員（1971年3月まで）
- 1971年3月 - 東京教育大学大学院文学研究科博士課程日本史学専攻単位取得退学、4月和歌山大学教育学部助手
- 1972年4月 - 和歌山大学教育学部助教授
- 1981年4月 - 和歌山大学教育学部教授
- 1995年4月 - 帝塚山大学教養学部教授、和歌山大学名誉教授
- 2005年5月14日 - 死去

## 著書
- 『中世村落と荘園絵図』 （東京大学出版会、1987年）
- 『中世寺社と荘園制』 （塙書房、1998年）
- 『熊野古道』 （岩波新書、2000年）
- 『中世史雑抄』 （私家版、2001年）
- 『世界遺産 吉野・高野・熊野をゆく―霊場と参詣の道』 （朝日新聞社、2004年）

## 共著・編著
- 『絵図にみる荘園の世界』 （東京大学出版会、1987年）　佐藤和彦との共編著
- 『歴史の中の和泉 古代から近世へ―日根野と泉佐野の歴史〈1〉』 （和泉書院、1995年）　 平雅行との共編著
- 『荘園に生きる人々―日根野と泉佐野の歴史〈2〉』 （和泉書院、1995年） 平雅行との共編著
- 『南紀と熊野古道』 （吉川弘文館、2003年） 編著
- 『和歌山県の歴史』 （山川出版社、2004年） 栄原永遠男らとの共著
- 『戦国期畿内の政治社会構造』 （和泉書院、2006年） 編著

## 活動
- 1968年 - 1969年 歴史学研究会委員
- 1971年 - 1981年 那賀町史編集委員
- 1972年 - 1992年 和歌山市史編纂委員
- 1973年 - 1994年 和歌山県史編さん専門委員
- 1977年 - 1992年 かつらぎ町史編集副委員長
- 1983年 - 1985年 日本史研究会編集委員
- 1985年 - 1989年 和歌山大学紀州経済史文化史研究所所長
- 1987年 - 2005年 田辺市史編さん委員
- 1988年 - 2005年 和歌山県立博物館協議会委員
- 1988年 - 2005年 豊中市史編さん委員
- 1988年 - 2005年 熊取町史編さん委員
- 1989年 - 1991年 和歌山大学附属図書館副館長
- 1990年 - 1993年 京都大学防災研究所附属防災科学資料センター客員教授
- 1990年 - 2000年 泉佐野市文化財保護審議会委員
- 1993年 - 2005年 泉佐野市史編さん委員長
- 1993年 - 2005年 大阪狭山市史編さん委員
- 1994年 - 2005年 文化庁文化審議会第三専門調査会専門委員
- 1994年 - 2005年 地方史研究協議会委員
- 1995年 - 1997年 和歌山県立文書館協議会委員
- 1995年 - 1997年 日本史研究会編集委員長
- 1996年 - 2000年 歴史館いずみさの顧問
- 2000年 - 2005年 和歌山県文化財研究会常務理事
- 2000年 - 2005年 日本史研究会代表委員